# Sarah Spencer
Sarah Lyttelton nata Spencer (Althorp, 29 luglio 1787 – Hagley, 13 aprile 1870) è stata una nobile britannica, governante di Edoardo VII del Regno Unito e moglie di William Lyttelton, III barone Lyttelton.

## Famiglia
Era la figlia di George Spencer, II conte Spencer (1758-1834), e di sua moglie, Lady Lavinia Bingham (1762-1831).

## Matrimonio
Sposò, il 4 marzo 1813, Sir William Lyttelton, III barone Lyttelton.
Ebbero cinque figli:
- Lady Caroline Lyttelton (1º febbraio 1816-8 aprile 1902);[3]
- George (1817-1876);[3]
- Lord Spencer Lyttelton (19 giugno 1818-4 febbraio 1889), sposò Henrietta Cornewall, ebbero un figlio;[3]
- Lord William Lyttelton (3 aprile 1820-24 luglio 1884), sposò in prime nozze Emily Pepys, sposò in seconde nozze Constance Yorke;[3]
- Lady Lavinia Lyttelton (1821-3 ottobre 1850), sposò il reverendo Henry Glynne, ebbero quattro figli.[3]

## Dama di compagnia
Sarah Lyttelton rimase vedova nel 1837, e poco dopo le fu offerto il posto di dama di compagnia della regina Vittoria.
Nel corso del tempo, Sarah si guadagnò il rispetto della Regina e del Principe consorte e, nel mese di aprile 1843, è stata nominata governante dei bambini reali.
Venne nominata Lady of the Bedchamber dalla regina Vittoria.

## Morte
Sarah Lyttelton morì a Hagley il 13 aprile 1870 a 82 anni.

## Ascendenza
|                                   |                           |                              | Genitori                          |  |  | Nonni |  |  | Bisnonni     |  |  | Trisnonni                                |  |
|                                   |                           |                              |                                   |  |  |       |  |  | John Spencer |  |  | Charles Spencer, III conte di Sunderland |  |
|                                   |                           |                              |                                   |  |  |       |  |  | John Spencer |  |  | Charles Spencer, III conte di Sunderland |  |
|                                   |                           | Anne Churchill               |                                   |  |  |       |  |  | John Spencer |  |  |                                          |  |
| John Spencer, I conte Spencer     |                           |                              |                                   |  |  |       |  |  | John Spencer |  |  |                                          |  |
|                                   |                           | Georgiana Caroline Carteret  | John Carteret, II conte Granville |  |  |       |  |  |              |  |  |                                          |  |
|                                   |                           | Georgiana Caroline Carteret  | John Carteret, II conte Granville |  |  |       |  |  |              |  |  |                                          |  |
|                                   |                           | Georgiana Caroline Carteret  | Frances Worsley                   |  |  |       |  |  |              |  |  |                                          |  |
| George Spencer, II conte Spencer  |                           | Georgiana Caroline Carteret  |                                   |  |  |       |  |  |              |  |  |                                          |  |
|                                   |                           | Stephen Poyntz               | William Poyntz                    |  |  |       |  |  |              |  |  |                                          |  |
|                                   |                           | Stephen Poyntz               | William Poyntz                    |  |  |       |  |  |              |  |  |                                          |  |
|                                   |                           | Stephen Poyntz               | Jane Monteage                     |  |  |       |  |  |              |  |  |                                          |  |
| Margaret Poyntz                   |                           | Stephen Poyntz               |                                   |  |  |       |  |  |              |  |  |                                          |  |
|                                   |                           | Anna Maria Mordaunt          | Lewis Mordaunt                    |  |  |       |  |  |              |  |  |                                          |  |
|                                   |                           | Anna Maria Mordaunt          | Lewis Mordaunt                    |  |  |       |  |  |              |  |  |                                          |  |
|                                   |                           | Anna Maria Mordaunt          | Mary Collyer                      |  |  |       |  |  |              |  |  |                                          |  |
| Sarah Spencer                     |                           | Anna Maria Mordaunt          |                                   |  |  |       |  |  |              |  |  |                                          |  |
|                                   | John Bingham, V baronetto | George Bingham, IV baronetto |                                   |  |  |       |  |  |              |  |  |                                          |  |
|                                   | John Bingham, V baronetto | George Bingham, IV baronetto |                                   |  |  |       |  |  |              |  |  |                                          |  |
|                                   | John Bingham, V baronetto | Mary Scott                   |                                   |  |  |       |  |  |              |  |  |                                          |  |
| Charles Bingham, I conte di Lucan | John Bingham, V baronetto |                              |                                   |  |  |       |  |  |              |  |  |                                          |  |
|                                   |                           | Anne Vesey                   | Agmondisham Vesey                 |  |  |       |  |  |              |  |  |                                          |  |
|                                   |                           | Anne Vesey                   | Agmondisham Vesey                 |  |  |       |  |  |              |  |  |                                          |  |
|                                   |                           | Anne Vesey                   | Charlotte Sarsfield               |  |  |       |  |  |              |  |  |                                          |  |
| Lavinia Bingham                   |                           | Anne Vesey                   |                                   |  |  |       |  |  |              |  |  |                                          |  |
|                                   |                           | James Smith                  | James Smith                       |  |  |       |  |  |              |  |  |                                          |  |
|                                   |                           | James Smith                  | James Smith                       |  |  |       |  |  |              |  |  |                                          |  |
|                                   |                           | James Smith                  | Frances Smith                     |  |  |       |  |  |              |  |  |                                          |  |
| Margaret Smith                    |                           | James Smith                  |                                   |  |  |       |  |  |              |  |  |                                          |  |
|                                   |                           | Grace Dyke                   | Edward Dyke                       |  |  |       |  |  |              |  |  |                                          |  |
|                                   |                           | Grace Dyke                   | Edward Dyke                       |  |  |       |  |  |              |  |  |                                          |  |
|                                   |                           | Grace Dyke                   | Elizabeth Blackford               |  |  |       |  |  |              |  |  |                                          |  |
|                                   |                           | Grace Dyke                   |                                   |  |  |       |  |  |              |  |  |                                          |  |